# Política racial da Alemanha Nazista
A Política Racial da Alemanha Nazista foi uma série de políticas e leis implementadas pela Alemanha Nazista em apoio à teoria de superioridade da "raça ariana", baseada em uma doutrina racista que alegava legitimidade científica. Foi combinada a um programa de eugenia cuja finalidade era a higiene racial alcançada por esterilizações compulsivas e o extermínio dos Untermensch (ou "sub-humanos"), o que eventualmente culminou no Holocausto. Esta política mirava indivíduos, particularmente judeus, ciganos, polacos, negros, homossexuais e deficientes mentais, que foram considerados "inferiores" na hierarquia racial que posicionou os Herrenvolk (ou "raça superior") da Volksgemeinschaft (ou "comunidade nacional") no topo, enquanto eslavos (especialmente polacos, sérvios e russos), roma, pessoas de cor e judeus foram colocados na base.

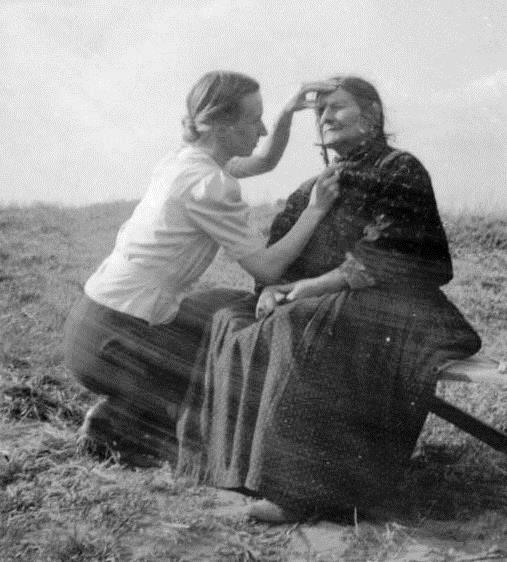
Eva Justin da "Unidade de Pesquisas de Higiene Racial e Biologia Demográfica" medindo o crânio de uma mulher cigana